# Chuffilly-Roche
Chuffilly-Roche ist eine französische Gemeinde mit 65 Einwohnern (Stand 1. Januar 2022) im Département Ardennes in der Region Grand Est; sie gehört zum Arrondissement  Vouziers und zum Kanton  Attigny.

## Bevölkerungsentwicklung
| Jahr                      | 1962 | 1968 | 1975 | 1982 | 1990 | 1999 | 2004 | 2009 | 2016 |
| Einwohner                 | 132  | 126  | 116  | 84   | 100  | 91   | 87   | 91   | 76   |
| Quelle: Cassini und INSEE |      |      |      |      |      |      |      |      |      |

## Persönlichkeiten
Arthur Rimbaud lebte im Ortsteil Roche. Seine Mutter, Vitalie Rimbaud, bewirtschaftete hier den Bauernhof der Familie. Die Anwesenheit ihrer Familie mütterlicherseits, Cuif, ist bereits seit dem 16. Jahrhundert belegt. Rimbaud schrieb hier einige seiner Werke, darunter Eine Zeit in der Hölle (Une Saison en enfer) und Das trunkene Schiff (Le bateau ivre) gleich in der Nähe des ortseigenen Waschhauses, an dem er sich gerne aufhielt. Wenige Monate vor seinem Tod Ende 1891 verbrachte er in Roche einige Wochen als Schwerkranker nach einer Krebsoperation.
Vom Hof der Cuif, der einer der größten im Dorf war, ist heute nur noch ein Teil der Wand zu sehen. Die Liegenschaft wurde von der Mutter Rimbauds, Vitalie Cuif, an die Schwester des Dichters, Isabelle und ihren Mann, Paterne Berrichon, vererbt. Paul Claudel erwähnt dies in einem seiner Tagebücher 1912. Schließlich wurde der Hof im Ersten Weltkrieg von deutschen Truppen requiriert, die dort den Sitz der Kommandantur einrichteten. Als am 12. Oktober 1918 die deutschen Besatzer den Bauernhof aufgaben, sprengten sie ihn.
Gegenüber dem Haus, das heute als Rimbaud-Haus bezeichnet wird, entlang der route départementale blieb ein kleiner Teil der Wand des Hofes erhalten. Zwei Steinsäulen markieren den Eingang zum alten Obstgarten Cuif und ein Wegweiser den Weg zum öffentlichen Waschhaus. Um 2017 erwarb die Sängerin Patti Smith ein zu dem Anwesen gehörendes, noch erhaltenes Gebäude und ließ es rekonstruieren.
Roche liegt an der Rimbaud-Verlaine-Route des Komitees für Tourismus der Ardennen (Comité Départemental du Tourisme des Ardennes).

## Siehe auch

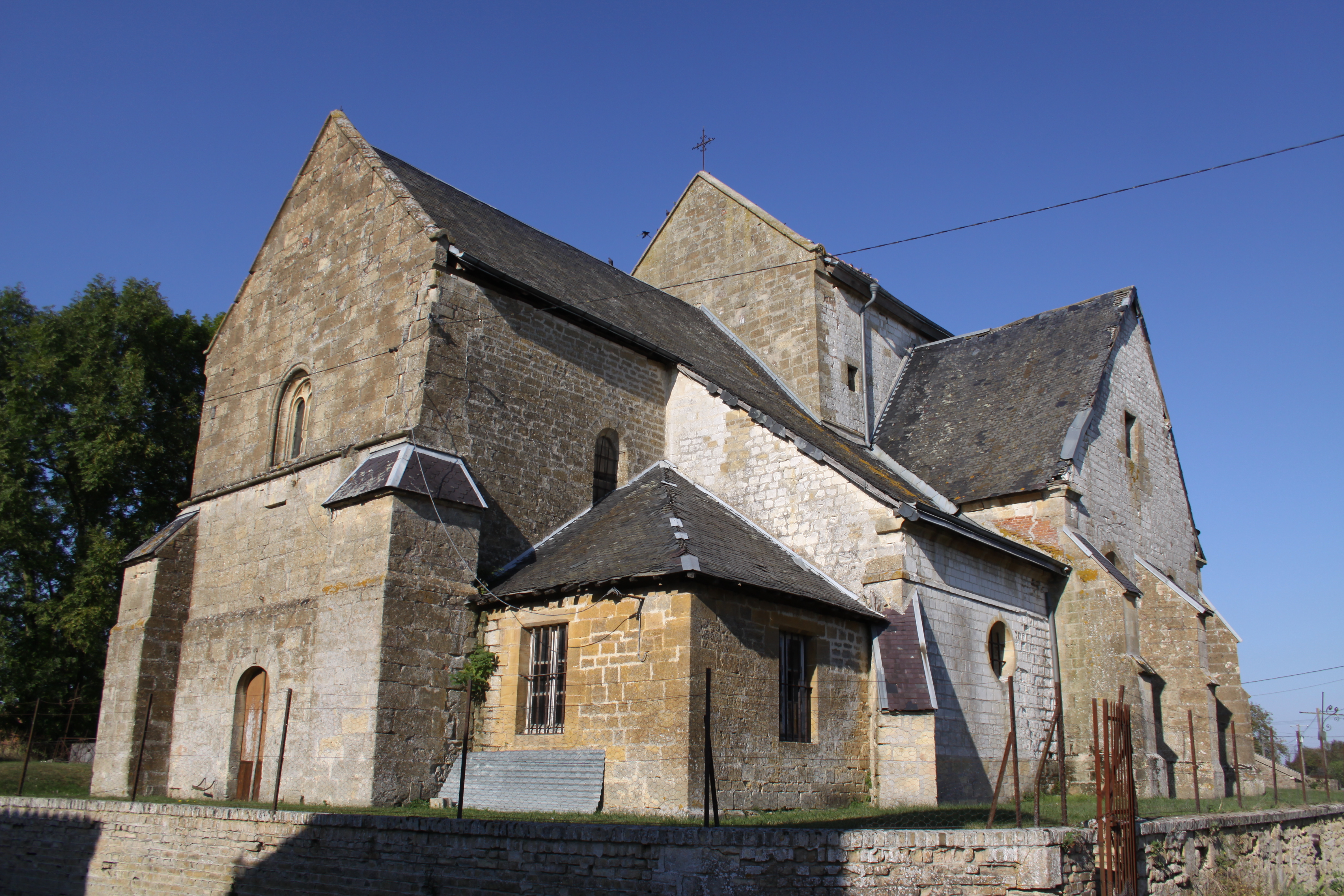
Kirche St-Pierre
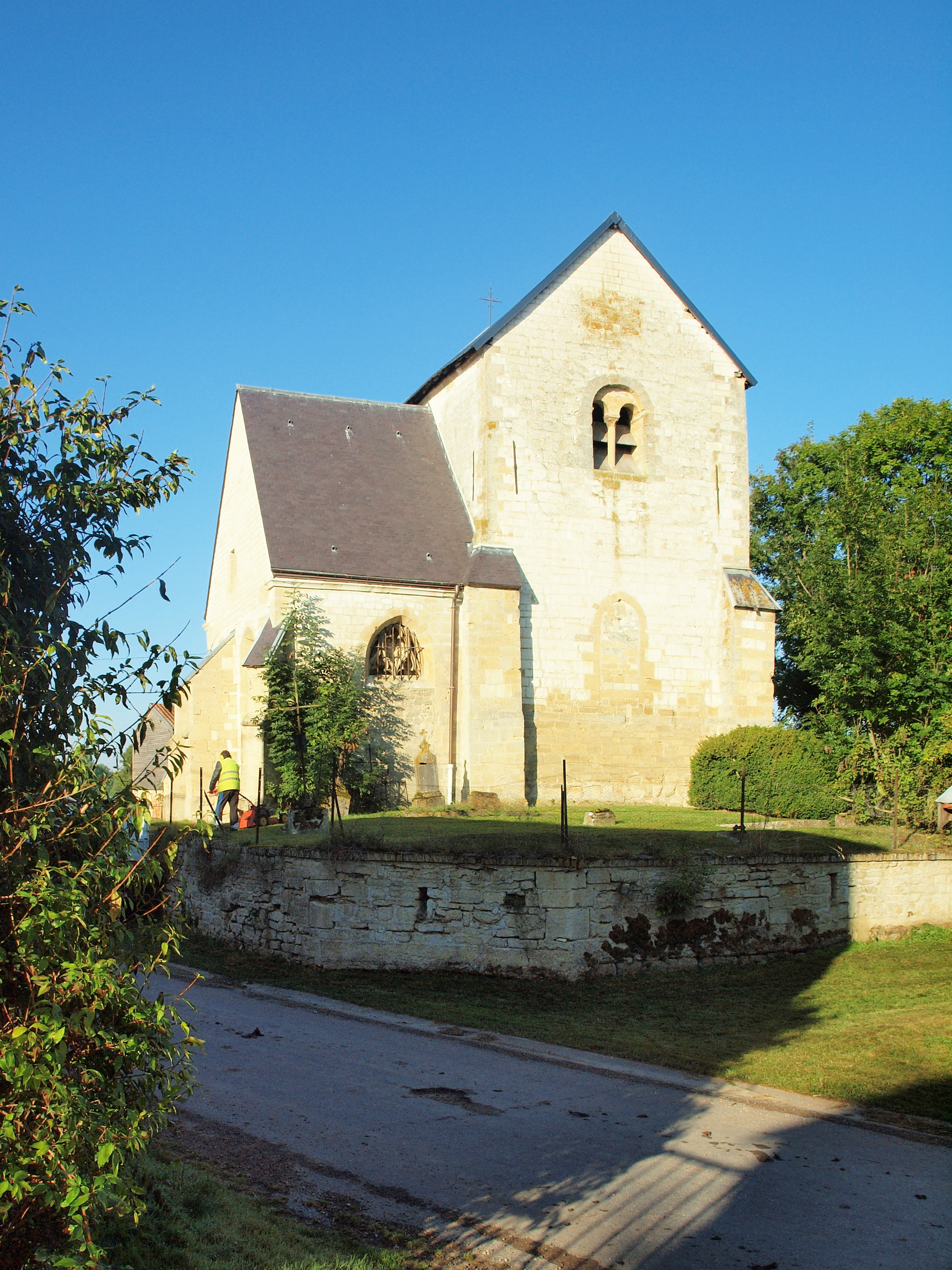
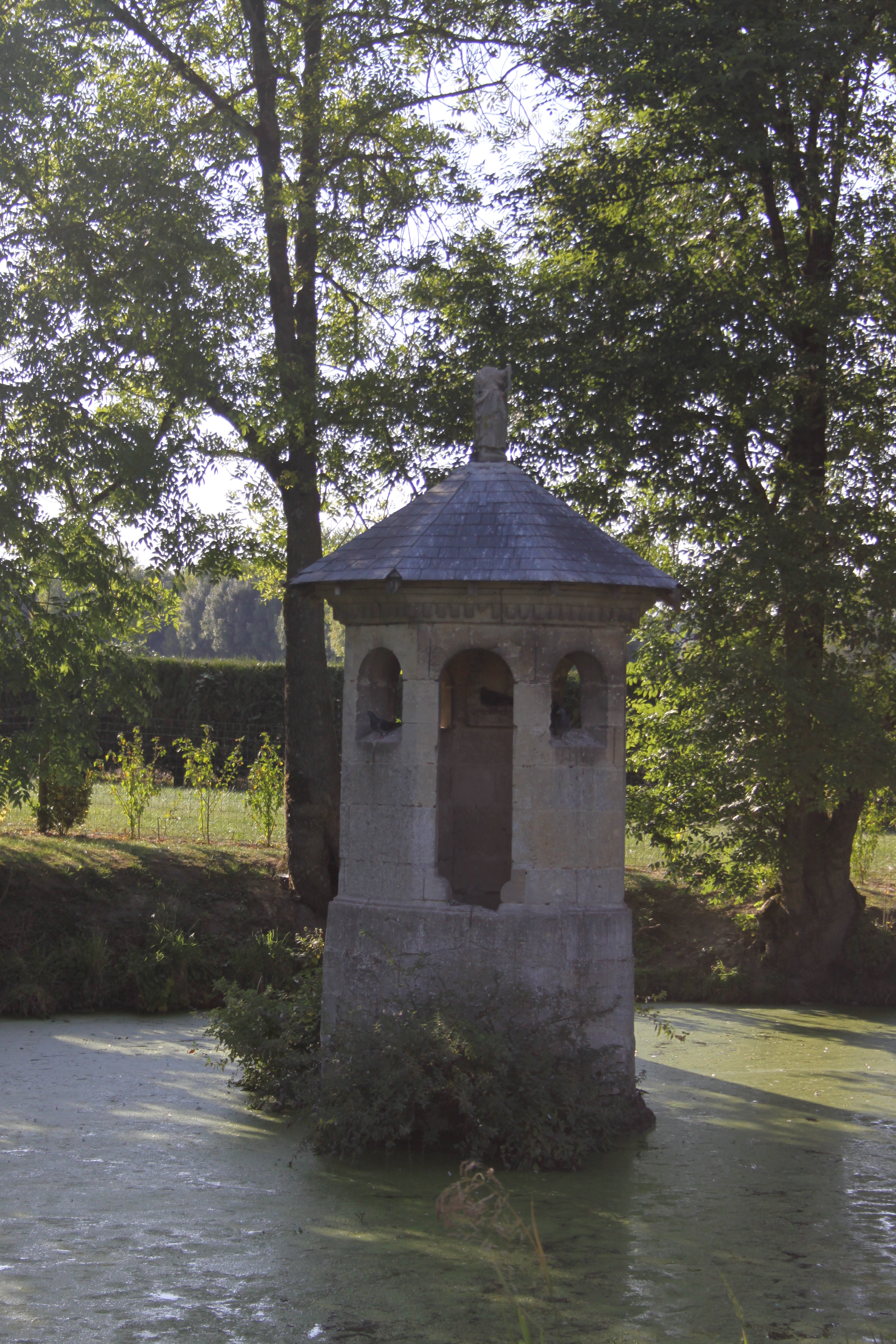
Fontaine St-Pierre